# Намсинов, Илья Евгеньевич
Илья́ Евге́ньевич Намсинов (15 июня 1920 года, Мечетинский район, Ростовская область, РСФСР — 28 декабря 2010 год, Элиста, Калмыкия, Россия) — калмыцкий учёный, педагог, партийный, общественный и государственный деятель Калмыкии. Заслуженный работник культуры РСФСР (1968). Депутат Верховного Совета РСФСР. Член Президиума Верховного Совета РСФСР. Почётный гражданин Республики Калмыкия.

## Биография
Родился 15 июня 1920 года на территории Военного конного завода 1-й Конной армии в семье донского казака-калмыка Евгения Ильича Намсинова. С 1935 года стал работать делопроизводителем в конном заводе. В 1936 году поступил в Ростовский строительный техникум, по окончании которого поступил в 1940 году в Московский инженерно-строительный институт. После начала Отечественной войны пошёл добровольцем на фронт. Служил в 3-й Московской коммунистической стрелковой дивизии народного ополчения. Участвовал в обороне Москвы. Позднее дивизия, в которой служил Илья Намсинов была передислоцирована в Ленинградскую область в состав Северо-Западного фронта.
В 1944 году был демобилизован в рамках проводимой депортации калмыков и направлен на спецпоселение в Алтайский край. Проживал в селе Троицкое, где работал директором средней школы до 1954 года. Во время пребывания в ссылке закончил заочное отделение Бийского учительского института. С 1954 года работал директором средней школы-интерната № 105 в Новосибирске. С 1955 по 1958 год обучался в Новосибирском педагогическом институте.
После восстановления Калмыцкой АССР в 1960 году возвратился в Калмыкию, где до 1962 года работал заведующим сектора печати. С 1962 по 1964 год был заместителем заведующего отдела пропаганды при Калмыцком обкоме КПСС. С 1964 по 1965 год был начальником управления по печати при Совете министров Калмыцкой АССР. В 1967 году был главным редактором газеты «Хальмг унн». C 1967 года по 1974 год работал секретарём Калмыцкого обкома КПСС. В 1972 году защитил диссертацию на соискание степени кандидата исторических наук. С 1974 года по 1984 год был председателем Президиума Верховного Совета Калмыцкой АССР. С 1984 года по 1993 год возглавлял сектор социологии Калмыцкого НИИ истории, филологии и экономики РАН.
Неоднократно избирался депутатом Верховного Совета Калмыцкой АССР, был дважды депутатом Верховного Совета РСФСР. Был заместителем председателя Президиума Верховного Совета РСФСР и членом Президиума Верховного Совета РСФСР.
Скончался 28 декабря 2010 года в Элисте.

## Сочинения
Опубликовал более 100 научных статей.
- «Эстетическое воспитание в школе» (1961);
- «Убеждать, пропагандировать, организовывать» (1971);
- «Культура советской Калмыкии» (1972);
- «Социалистический образ жизни и перестройка: на материалах Калмыцкой АССР» (1989).

## Награды
- Орден Отечественной войны I степени;
- Орден Трудового Красного Знамени (дважды);
- Орден Красной Звезды;
- Орден Дружбы народов (13.06.1980)[4];
- Орден Почета (2005);
- Медаль «За оборону Москвы»;
- Медаль «За оборону Ленинграда»;
- Почётный гражданин Калмыкии (2005).